# Robert Kennedy
(R. F. Kennedy, citando George Bernard Shaw)
Robert Francis Kennedy, chiamato Bob (o, affettuosamente, Bobby) e noto come RFK (Brookline, 20 novembre 1925 – Los Angeles, 6 giugno 1968), è stato un politico statunitense, figlio di Joseph P. Kennedy e Rose Fitzgerald, fratello di John Fitzgerald Kennedy.
Già a capo del Dipartimento di Giustizia, come procuratore generale, durante la presidenza del fratello John, si candidò alle elezioni presidenziali del 1968, partecipando alle elezioni primarie del Partito Democratico. Morì in seguito a un attentato all'indomani della sua vittoria nelle elezioni primarie di California e Dakota del Sud.

## Biografia

### Primi anni ed inizi della carriera politica
Settimo di nove figli, si arruolò in marina, venendo imbarcato sulla nave intitolata al fratello maggiore Joseph; laureatosi a Harvard nel 1948, nel novembre 1951 si trasferì con moglie e figlia a Georgetown. Cominciò a lavorare come legale alla sezione di sicurezza interna, sezione istituita in seno alla divisione criminale del Dipartimento della Giustizia che investigava su sospetti agenti sovietici. Nel febbraio 1952 venne trasferito alla Corte federale per il distretto orientale di New York, a Brooklyn, per perseguire casi di frode; si dimise qualche mese dopo per guidare la campagna elettorale del fratello John, che aspirava al seggio di senatore per il Massachusetts.

### McCarthy
Nel dicembre 1952, su sollecitazione del padre, venne nominato dal senatore repubblicano Joe McCarthy consulente del "Subcomitato permanente del Senato per le investigazioni". Si dimise nel luglio seguente, mantenendo comunque, secondo lo storico Arthur Schlesinger Jr., «...un profondo affetto per McCarthy». Nel febbraio 1954, dopo essere stato assistente del padre nella Commissione Hoover, Kennedy rientrò nello staff del subcomitato per le investigazioni come primo consulente per la minoranza democratica. Nel gennaio 1955 i Democratici riconquistarono la maggioranza e Kennedy divenne primo consulente. Robert Kennedy fu una figura di secondo piano nelle audizioni relative allo scontro tra McCarthy e l'esercito del 1954. Queste audizioni, trasmesse per televisione, determinarono la disgrazia del senatore.

### Commissione antiracket
Kennedy divenne ben presto famoso come primo consulente giuridico della Commissione antiracket tra il 1957 e il 1959, sotto il presidente John L. McClellan, istituita per indagare sugli aspetti più torbidi del mondo sindacale americano, notoriamente colluso con le organizzazioni malavitose. Durante la testimonianza di Jimmy Hoffa, il discusso leader dell'International Brotherhood of Teamsters (il potente sindacato degli autotrasportatori), Kennedy affrontò duramente il sindacalista. Raccontò la sua esperienza nella Commissione McClellan nel libro Il nemico in casa, pubblicato nel 1960. Nel 1959 si dimise per dedicarsi alla campagna presidenziale del fratello John.

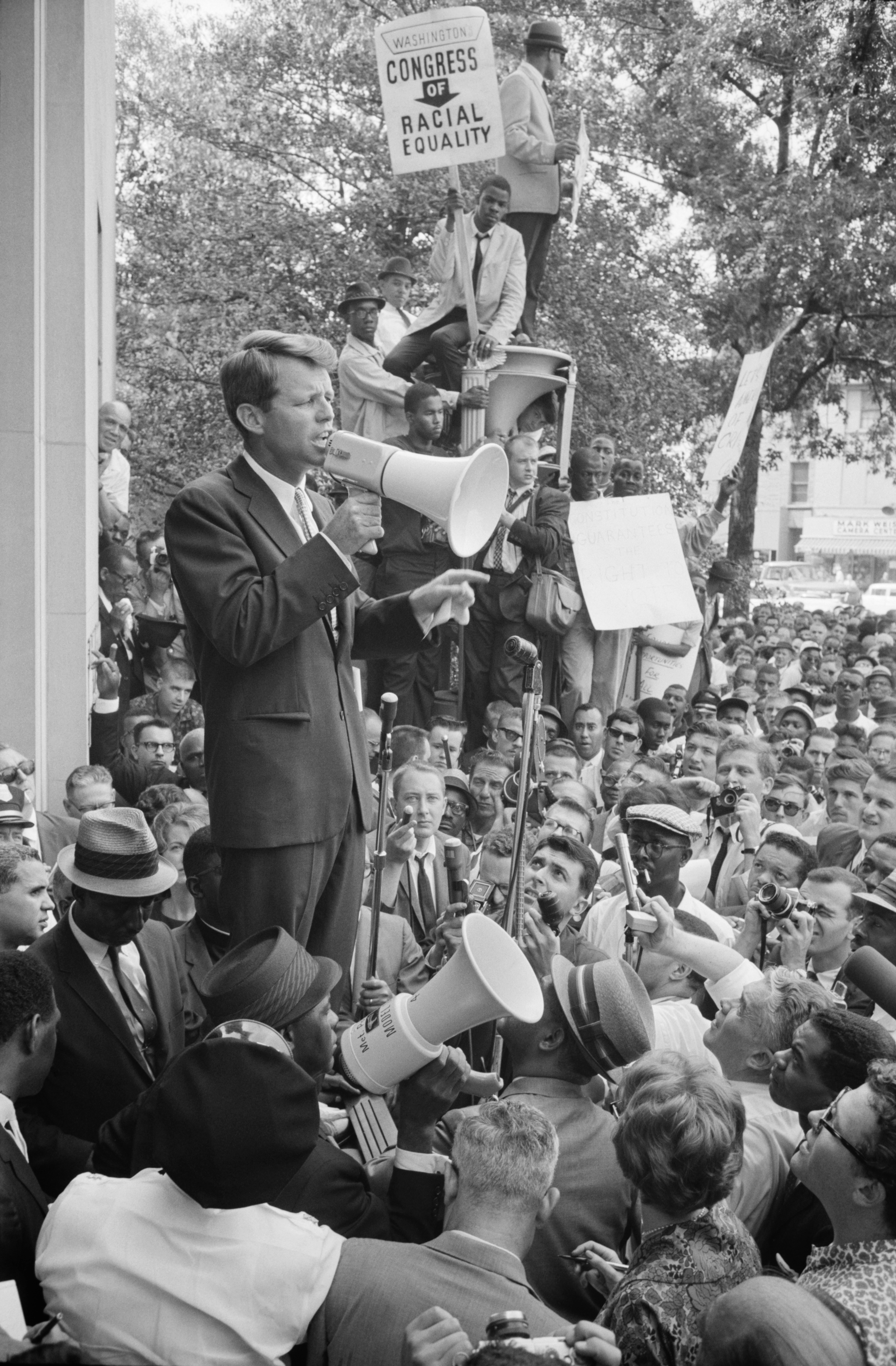
Un'immagine del 14 giugno 1963

### Ministro
Dopo l'elezione del fratello alle presidenziali del 1960 divenne Attorney general (equivalente al ministro della giustizia italiano), carica che mantenne per tutto il periodo della presidenza di John Fitzgerald Kennedy (1961 - 1963). Svolse il ruolo di consigliere nella crisi dei missili cubani. Nel 1963 portò a testimoniare davanti alla Commissione McClellan il mafioso italoamericano Joe Valachi, il primo pentito negli USA, che descrisse per la prima volta la struttura dell'organizzazione denominata Cosa Nostra e fornì i nomi dei principali boss mafiosi. Nel 1964, dopo l'assassinio del fratello John, lasciò il governo per candidarsi al Senato. In quel periodo si avvicinò al movimento per i diritti civili di Martin Luther King, che aveva avuto buoni rapporti con John.

### La candidatura
(Discorso pronunciato da RFK dopo l'assassinio di Martin Luther King nel quale condanna "le divisioni, l'odio, la violenza e l'illegalità")
RFK, così veniva anche chiamato Robert Francis Kennedy, fu un oppositore della guerra del Vietnam e convinto sostenitore dei diritti civili. Nel 1964 venne eletto al Senato e nel 1968 annunciò la propria candidatura alla presidenza degli Stati Uniti d'America come candidato del Partito Democratico, in aperta contrapposizione con la politica del presidente uscente Lyndon B. Johnson, del suo stesso partito, ritenuto l'artefice dell'escalation della guerra in Vietnam. Il 4 aprile 1968 fu lui, invitato da John Lewis a Indianapolis, ad annunciare la morte del pastore Martin Luther King, ucciso quella stessa sera. In particolare, durante la campagna elettorale, in cui fu coadiuvato da Arthur M. Schlesinger Jr., uno dei maggiori collaboratori del fratello, ricevette l'appoggio dei pacifisti, dei nonviolenti e della gente di colore, anche dopo l'assassinio di King. Durante il comizio lui, bianco, ne diede l'annuncio a un pubblico di colore sconvolto e chiese la riconciliazione tra le due parti, sottolineando fortemente quanto fosse necessaria. A differenza di molte altre città, a Indianapolis non vi furono tafferugli a seguito dell'omicidio del leader.
Durante i discorsi RFK poneva spesso l'accento sul fatto che dovessero essere la compassione e l'amore a farci comprendere il mondo. Egli criticò duramente il PIL come indicatore di benessere in un'epoca in cui il concetto non era ancora così noto e dominante:
(Robert Kennedy - Dal discorso tenuto il 18 marzo 1968 alla Kansas University)
Vinse le primarie in Indiana e Nebraska, perse in Oregon a favore di Eugene McCarthy ma vinse poi nel Dakota del Sud e in California, aprendosi la strada per la candidatura alla Casa Bianca.

### La morte

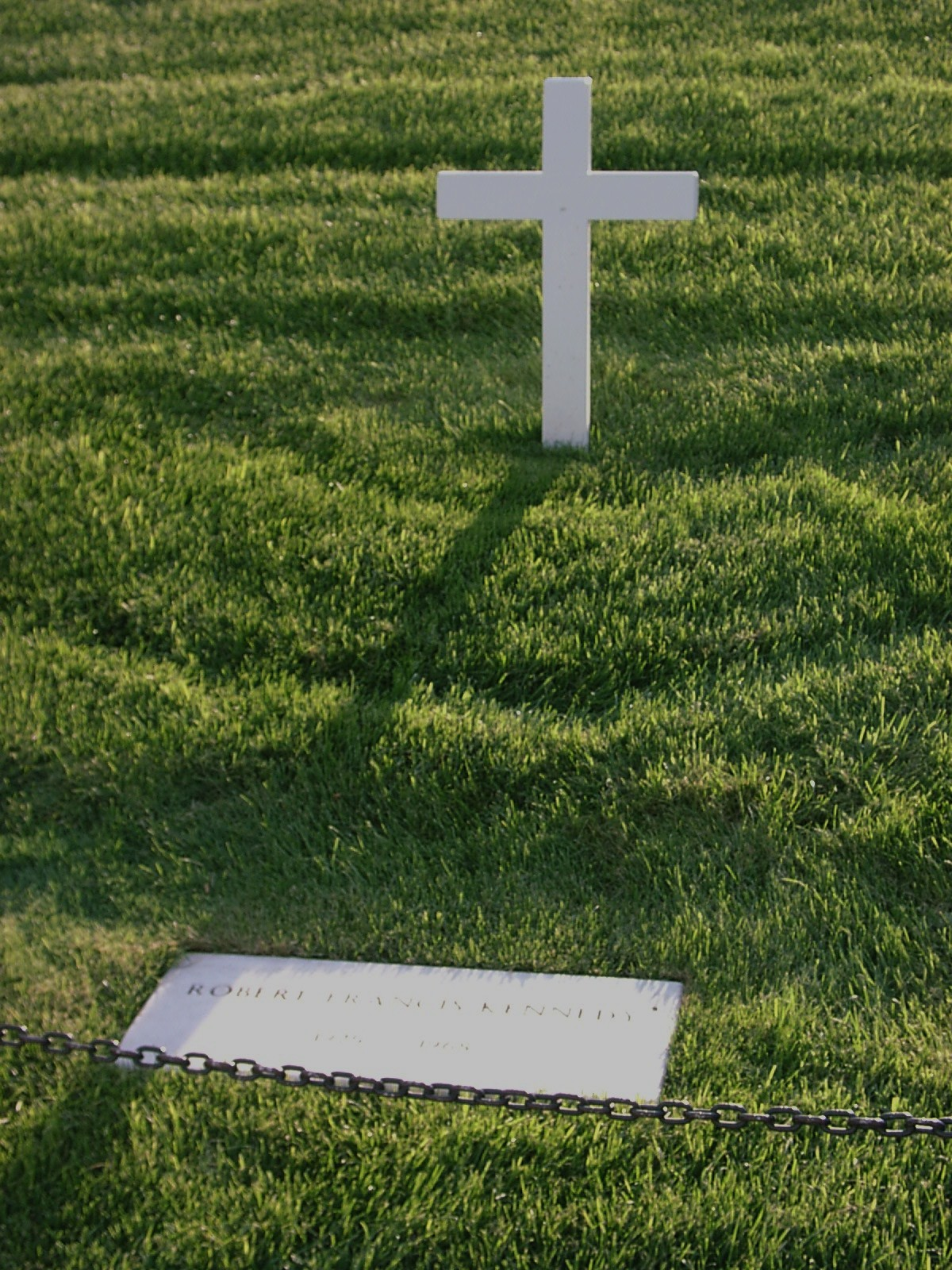
La tomba di RFK al cimitero nazionale di Arlington

Nella notte tra il 5 giugno e il 6 giugno 1968, nella sala da ballo dell'Hotel Ambassador di Los Angeles, Bob Kennedy incontrò i suoi sostenitori per festeggiare la vittoria elettorale conseguita nelle primarie della California.
Dopo il discorso di saluto, mentre Kennedy veniva fatto allontanare dall'hotel attraverso un passaggio delle cucine, alle 00:15 vennero esplosi colpi di pistola contro di lui sotto gli occhi dei reporter e dei teleoperatori che lo seguivano. Ira Goldstein, Paul Schrade, William Weisel, Richard Lubic ed Elizabeth Evans rimasero feriti in maniera più o meno grave; Schrade e la Evans alla testa. Per lo più si trattava di personale o di invitati.
In base all'autopsia eseguita dal dottor Noguchi, raccontata nel suo libro Il cadavere interrogato, rispose, Kennedy presentava un foro d'entrata del proiettile dietro l'orecchio destro e la foto scattata subito dopo la sparatoria rivela una ptosi palpebrale tipica di una lesione cerebrale. Le conclusioni di Noguchi furono completamente ignorate, alimentando il sospetto che il colpo mortale fosse stato esploso da un membro dello staff di Kennedy e che Sirhan Sirhan, il presunto sparatore che si era presentato frontalmente alla vittima, avrebbe avuto solo il ruolo di specchietto per le allodole: distrarre i presenti mentre il vero assassino agiva. Kennedy morì al Good Samaritan Hospital, dove era stato trasportato subito dopo il ferimento, all'alba del 6 giugno. Aveva 42 anni. Le sue ultime parole, pronunciate subito dopo essere stato colpito e appena prima di perdere conoscenza, sono state: «E gli altri? Come stanno gli altri?».
L'assassino, reo confesso, fu subito arrestato e poi condannato. Si trattava di Sirhan B. Sirhan, cittadino giordano, che motivò il suo gesto come ritorsione per il sostegno di Kennedy a Israele nella guerra dei sei giorni, iniziata un anno e un giorno prima dell'attentato.

## Teorie del complotto
Diverse incongruenze emersero durante le indagini e durante il processo, tanto che si fece largo l'ipotesi di un complotto. Migliaia di foto e reperti distrutti sono alla base di questi sospetti, soprattutto la registrazione audio involontaria dell'attentato da parte di un reporter polacco che, analizzata con moderne tecnologie audio d'indagine forense, ha rivelato il reale numero di colpi sparati nell'agguato: tredici. Il modesto revolver di Sirhan, modello economico, inaffidabile e impreciso, aveva solo otto colpi e questo di fatto inserisce nello scenario un altro sicario. Inoltre nella registrazione vengono individuati due colpi sparati a 120 ms l'uno dall'altro, intervallo di tempo troppo breve per un singolo sparatore con il revolver di Sirhan: prove balistiche mostrarono che il tempo minimo fra due colpi sparati da un revolver di quel tipo è di 360 ms.

## Famiglia
Nel 1950 sposò Ethel Skakel (1928-2024), dalla quale ebbe undici figli:
1. Kathleen Hartington (n. 1951), avvocato e politico statunitense e già vice governatrice del Maryland, sposò David Lee Townsend, con il quale ebbe quattro figlie.
2. Joseph Patrick II (n. 1952), sposato due volte: da Sheila Brewster Rauch (1979), la prima moglie, ebbe i due figli gemelli Joseph (avvocato e politico) e Matthew. In seconde nozze sposò Anne Elizabeth Kelly (1991).
3. Robert Francis, Jr. (n. 1954), sposò Emily Ruth Black nel 1982[18], dalla quale ebbe due figli;[19] divorziato nel 1994 da Emily, sposò in seconde nozze, nello stesso anno, Mary Kathleen Richardson,[20] dalla quale ebbe quattro figli[21] e dalla quale divorziò nel 2010 per sposare nel 2014 l'attrice Cheryl Hines[22].
4. David Anthony (1955-1984), scapolo, deceduto per overdose di cocaina.
5. Mary Courtney (n. 1956), sposò nel 1980 Jeffrey Robert Ruhe (n. 1952), produttore televisivo,[23] dal quale divorziò dieci anni dopo; sposò quindi nel 1993 Paul Michael Hill, irlandese, detenuto ingiustamente per quindici anni come presunto attivista dell'IRA e artefice dell'attentato del 1974 a Guildford, totalmente prosciolto dopo un'accesa battaglia legale; la coppia ebbe una figlia, Saoirse Roisin Hill (morta di overdose il 1º agosto 2019[24]) e si separò nel 2006.[25].
6. Michael LeMoyne (1958-1997), sposò Victoria Gifford nel 1981; deceduto per un incidente sciistico ad Aspen.
7. Mary Kerry (n. 1959), attivista per i diritti umani e scrittrice di libri di successo di indirizzo cattolico; sposò nel 1990 Andrew Cuomo, figlio dell'ex Governatore di New York Mario Cuomo, dal quale ha avuto tre figlie; divorziarono nel 2005.
8. Christopher George (n. 1963), sposò nel 1987 Sheila Sinclair Berner (n.1962),[26] dalla quale ha avuto quattro figli.
9. Matthew Maxwell Taylor (n. 1965), sposò Victoria Anne Strauss (n. 1964),[27] dalla quale ha avuto tre figli; fu lui che, visitando le isole Salomone per vedere i luoghi ove lo zio John F. Kennedy aveva compiuto l'eroica impresa della PT-109, consegnò agli esploratori locali Biuku Gasa ed Eroni Kumana, che avevano trovato lo zio, un busto in memoria del medesimo.
10. Douglas Harriman (n. 1967), sposò nel 1998 Molly Elizabeth Stark, dalla quale ebbe cinque figli.
11. Rory Elizabeth Katherine (n. 1968), che non conobbe mai il padre, essendo nata dopo la sua morte.

## Opere
- Il nemico in casa (The Enemy Within: The McClellan Committee's Crusade Against Jimmy Hoffa and Corrupt Labor Unions), prefazione di Arthur Krock, trad. it. di Delfo Ceni, Milano, Garzanti, 1969.

## Influenza suimedia di massa

### Film
- Thirteen Days (2000) di Roger Donaldson;
- Bobby (2006) di Emilio Estevez;
- The Kennedys (2011) - fiction.

### Romanzi
- Robert Kennedy ha ispirato la figura di Daniel Shea, personaggio di finzione dei romanzi Il ritorno del padrino e La vendetta del padrino, di Mark Winegardner.
- Malgrado l'autrice Taylor Caldwell lo neghi espressamente nella prefazione del romanzo Capitani e Re, parecchie analogie (tra cui la morte in guerra del fratello, l'invalidità della sorella, vari nomi, infine la corsa alla Presidenza, l'ideale del padre Joseph di far diventare il figlio il primo Presidente cattolico della storia - che lo ravvicina all'effettiva elezione di John F. Kennedy - l'assassinio nella hall di un albergo..) paiono ravvisabili con la biografia di Robert Kennedy e tra la famiglia fittizia degli Armagh e quella dei Kennedy in generale.